# Anthony Deane
Anthony Deane (* 3. Juli 1984 in Hornsby) ist ein australischer Handballspieler und Skeletonpilot.
Deane lebt in Sydney und ist ein entfernter Verwandter von William Patrick Deane. Im Alter von 16 Jahren begann er damit Handball zu spielen.
Als Halbprofi spielte er in Europa für Ikast FS.
Für Australiens Nationalmannschaft bestritt er mehr als 30 Spiele und erzielte mehr als 70 Tore. Er nahm an der Handball-Weltmeisterschaft der Herren 2007 in Deutschland teil, schied nach drei Niederlagen mit Australien aber schon in der Vorrunde aus.
2009 wechselte Deane zum Skeleton, um zu versuchen in einer Individualsportart an Olympischen Spielen teilzunehmen. Trainiert wird er von Rebecca Sorensen und Brian MacDonald. Er begann erst im Januar des Jahres damit den Sport zu betreiben und fuhr im April im Rahmen des Skeleton-America’s-Cup in Lake Placid seine ersten Rennen und wurde sofort Zehnter. Seinen internationalen Durchbruch in der Sportart hatte Deane in der Saison 2009/10, als er in Calgary zwei America’s-Cup-Rennen gewinnen konnte.